# Mihály Gellér
Mihály Gellér (ur. 5 sierpnia 1947 w Elek, zm. 23 grudnia 2024) – węgierski skoczek narciarski, uczestnik Zimowych Igrzysk Olimpijskich 1968, reprezentant klubu Budapest Honvéd. Brat innego węgierskiego olimpijczyka, László Gelléra.
Wziął udział w konkursach skoków narciarskich w ramach Zimowych Igrzysk Olimpijskich 1968. W zawodach na dużej skoczni zajął 56. miejsce, a na skoczni normalnej był 58.
W latach 1965–1972 startował w zawodach Turnieju Czterech Skoczni. Najwyższe miejsce zajął 30 grudnia 1970 w Oberstdorfie, gdzie był 43.

## Igrzyska olimpijskie

### Indywidualnie
| 1968 Grenoble / Autrans/Saint-Nizier | – | 58. miejsce (K-70), 56. miejsce (K-90) |

### Starty M. Gelléra na igrzyskach olimpijskich – szczegółowo
| Miejsce | Dzień     | Rok  | Miejscowość  | Skocznia  | Punkt K | Skok 1 | Skok 2 | Nota      | Strata   | Zwycięzca          |
| ------- | --------- | ---- | ------------ | --------- | ------- | ------ | ------ | --------- | -------- | ------------------ |
| 58.     | 11 lutego | 1968 | Autrans      | Le Claret | K-70    | 64,0 m | 67,5 m | 129,0 pkt | 87,5 pkt | Jiří Raška         |
| 56.     | 18 lutego | 1968 | Saint-Nizier | Dauphiné  | K-90    | 85,5 m | 92,0 m | 137,8 pkt | 93,5 pkt | Władimir Biełousow |

## Mistrzostwa świata

### Indywidualnie
| 1970 Wysokie Tatry/Szczyrbskie Jezioro | – | 43. miejsce (K-70), 35. miejsce (K-90) |

### Starty M. Gelléra na mistrzostwach świata – szczegółowo
| Miejsce | Dzień     | Rok  | Miejscowość         | Skocznia  | Punkt K | Konkurs  | Skok 1 | Skok 2 | Nota      | Strata   | Zwycięzca      |
| ------- | --------- | ---- | ------------------- | --------- | ------- | -------- | ------ | ------ | --------- | -------- | -------------- |
| 43.     | 14 lutego | 1970 | Szczyrbskie Jezioro | MS 1970 B | K-70    | indywid. | 75,0 m | 73,0 m | 201,9 pkt | 38,7 pkt | Garij Napałkow |
| 35.     | 21 lutego | 1970 | Szczyrbskie Jezioro | MS 1970 A | K-90    | indywid. | 90,0 m | 95,0 m | 184,3 pkt | 41,7 pkt | Garij Napałkow |